# Cirrus uncinus
Cirrus uncinus (Ci unc) és un tipus de núvol cirrus. El nom cirrus uncinus deriva del llatí, que significa «ganxos arrissats». També coneguts com a cues d'eugues, aquests núvols són generalment escassos al cel i molt prims.
Els núvols es produeixen a gran altitud, a una temperatura d'uns −50 a −40 °C. Generalment es veuen quan s'acosta un front càlid o oclús. Són molt alts a la troposfera i en general signifiquen que la precipitació, generalment pluja, s'acosta.
La seva forma de coma, es deu als cristalls de gel més pesats que precipiten; aquests són arrossegats horitzontalment a causa del cisallament del vent més fort a la part inferior del núvol. Aquests cristalls s'evaporen abans de tocar el terra.